# UGK
UGK (сокращенно от Underground Kingz) — американский хип-хоп дуэт из Порт-Артура, штат Техас, образованный в 1987 году рэперами Pimp C и Bun B. Они выпустили свой первый альбом «Too Hard to Swallow» в 1992 году. За всё время существования группы они выпустили 6 альбомов. Pimp C основал UGK Records в конце 2005 года. 4 декабря 2007 года Pimp С скончался в своём гостиничном номере.

## История
Участники группы Pimp C и Bun B, были из того же города что и Дженис Джоплин и Роберт Раушенберг. Хоть и город имел население 60 000, но своей рэп-сценой не был известен.
Стиль Bun B был описан как — «Доставка скоростного поезда с текстами, которые отшлифованы и лакированы». Бернард Фримэн сократил своё детское прозвище «Bunny» и получил псевдоним «Bun».
Pimp C или Чад Батлер был сыном трубача и с детства интересовался музыкой. Ещё до изучения нотной грамоты в школе он научился играть на многих инструментах на слух, включая фортепиано, трубу, барабаны и флюгельгорн. Его вокальный стиль — «высокоголосый, неустойчивый провокатор, с такой же вероятностью ударить вас по лицу, как и спеть вам песню о любви». Под влиянием Run-DMC он начал делать ударные для рэпа после того как ему подарили драм-машину и MIDI-клавиатуру на Рождество. Следуя совету отчима — «положить немного музыки в это дерьмо», Чад решил выйти за рамки формулы kick-snare Run-DMC.

## Карьера
В 1992 году, UGK подписали контракт с Jive Records, в его рамках они должны были выпустит 5 альбомов. 5 песен с «Too Hard to Swallow» не были допущены до выпуска, поэтому были выпущены на EP «Banned».
Их второй альбом, «Super Tight», был выпущен 30 августа 1994 года. В отличие от их предыдущего альбома, Super Tight сумел пробиться в Billboard Hot 200 и в конечном итоге достиг 95-й позиции. Их третий альбом, «Ridin' Dirty», достиг 15-й позиции. Третий альбом также был последним альбомом перед 5-летним перерывом.
2000 год стал годом прорыва для группы. UGK сделали гостевые куплеты на альбомах Jay-Z и Three 6 Mafia. Оба этих сотрудничества значительно повысили их репутацию и подпитали предвкушение их следующего альбома. Jive Records не смогли извлечь выгоду из этого новообретённого интереса к дуэту, поэтому их 4 альбом «Dirty Money» получился не таким громким.
Проблемы возникли в 2002 году, когда Pimp C, был заключён под стражу по обвинению в вооружённом нападении при отягчающих обстоятельствах. На протяжении всего времени заключения Bun B носил имя UGK, делая многочисленные гостевые куплеты на песнях других исполнителей, причем каждое появление либо упоминало Pimp C, либо говорило «Free Pimp C!». Многие из исполнителей сделали то же самое и упомянули Pimp C в своих собственных песнях с или без Bun B. В результате тюремного заключения оба участника начали сольную карьеру.
Rap-A-Lot Records выпустили дебютный альбом Pimp C «The Sweet James Jones Stories» 1 марта 2005 года. Bun B позже выпустил свой собственный альбом «Trill» 18 октября 2005 года. Он оказался на 6-й позиции Billboard Hot 200, а также достиг первого места в чарте лучших R&B/Хип-хоп альбомов Billboard.
30 декабря 2005 года Pimp C был освобождён из тюрьмы и должен был быть под условным заключением до декабря 2009 года. Он выпустил свой альбом «Pimpalation» 25 июля 2006 года.
7 августа 2007 года группа выпустила свой пятый студийный альбом, названный «Underground Kingz». Это был двойной альбом, содержащий 26 треков и выпущенный на двух дисках. Альбом был коммерчески успешен, и хорошо воспринят критиками . Он получил 4-звездочный рейтинг от Allmusic и достиг первого места в чарте альбомов Billboard Hot 200.
4 декабря 2007 года, Pimp C находят мертвым в своём номере в Западном Голливуде, Калифорния. Нашли его после звонка в 9-1-1 они вскрыли дверь в отеле на шестом этаже, он лежал на кровати.
Bun B был опрошен через несколько дней на радио DJ Madd Hatta, и аудиозапись была размещена в интернете. Бернард заявил в интервью, что будет выпущен последний альбом UGK, прежде чем он навсегда станет сольным проектом.
31 марта 2009 года был выпущен последний альбом группы «UGK 4 Life».

## Дискография

### Студийные альбомы
- Too Hard to Swallow (1992)
- Super Tight (1994)
- Ridin' Dirty (1996)
- Dirty Money (2001)
- Underground Kingz (2007)
- UGK 4 Life (2009)

### Мини-альбомы
- The Southern Way (1992)
- Banned (1992)